# Darvas Imre (főispán)
Nagyréti Darvas Imre, Darvas Gusztáv Imre (Onga, 1822. július 5. – Kassa, 1901. február 16.) országgyűlési képviselő, Abaúj, majd Abaúj-Torna vármegye főispánja.

## Élete

### Származása
1822-ben született Darvas Antal és Karpé Erzsébet gyermekeként. Szülei házasságából a következő gyermekek születtek:
- Antal (1809. szeptember 17. – 1868. január 30.) több ízben volt a szikszói kerület országgyűlési képviselője (1848, 1861 és 1865/67).[2] 1838-ban a vármegye szikszói járásának alszolgabírája. Felesége Péchy Katalin (1820–1905), Péchy Tamás közlekedési miniszter testvére.
- Zsuzsa
- Erzsébet (1814. február 24.[3][4] – Budapest, 1900.április 29.)[5] emlékiratíró, Bónis Sámuel felesége, akivel 1832-ben keltek egybe.[6] Nagy műveltségű asszony volt, Jászay Pál utolsó történelmi művét neki ajánlotta. Férje a 40-es években országgyűlési képviselő volt, neje Pozsonyban, Szabolcsban és 1848-tól Pesten is jelentős szerepet vitt a helyi társasági életben. Férje vitte a koronát Budáról Debrecenbe, a szabadságharc leverése után Bónist fogságba vetették 7 évre, rövid időre felesége is börtönbe került. Férjétől két lánya Malvin (Korányi Frigyesné) és Mária (először Korányi Adolfné, majd Sebastiani Jenőné) és egy fia, Sámuel született.[7]
- Ágnes (1817 körül – Lapujtő, 1892. november 7.) iglói Szontágh Ferenc felesége[8][9]
- Imre

### Pályafutása
Iskoláit Miskolcon és Sárospatakon végezte, jogi egyetemet Eperjesen végezte el. 1843-ban a pozsonyi országgyűlésen Szerencsy Pál mellett jurátuskodott. 1845-ben tette le ügyvédi vizsgáját ezután közigazgatási pályára lépett, és az 1846. február 26-án megtartott tisztújítás alkalmával megválasztották a szikszói járás alszolgabírájává. A szabadságharcban kitörésekor belépett a vármegye által szervezett, Török Miklós által vezetett lovas nemzetőrök közé, a második századhoz. A szabadságharc során részt vett a két kassai és a szikszói csatában és főhadnagyi rangig emelkedett. Az oroszok előli visszavonulás során csatlakozott Görgei hadosztályához és jelen volt a világosi fegyverletételnél is.
A szabadságharc elbukása után ongai birtokán gazdálkodott, ahol a császári hivatalnokok többször zaklatták, nála is keresték a magyar koronát. 1867-től a szikszói járás főszolgabírája, majd 1870. november 25-én egyhangúlag Abaúj vármegye alispánjává választották, mely tisztségében 1872-ben a megye átalakítása után is megtartották. 1875-ig maradt alispán, ekkor megválasztották a garbócbogdányi kerület országgyűlési képviselőjévé, Szabadelvű Párt tagjaként. 1877-ben lemondott képviselői mandátumáról (utódja Rakovszky György lett), mert Ferenc József 1877. május 31-én Abaúj és Torna vármegyék, valamint Kassa szabad királyi város főispánjává nevezte ki. Nagy szerepe volt az 1879-es árvíz okozta károk enyhítését szolgáló kölcsön elnyerésében.
Az 1881-ben hozott, a vármegyék egyesítéséről szóló törvény értelmében az egyesített vármegyék főispánja is ő lett, mely tisztséget egészen 1892-ig viselte. Főispánságának tizedik évfordulója alkalmából 1887. december 12-én nagyszabású jubileumi bált tartottak tiszteletére és a neves évforduló alkalmából Kassa díszpolgárává választották. 1892-ben 15 év 3 hónap 29 nap után vonult nyugdíjba.
1877-ben a király kassai látogatásakor, Darvas főispán, a kassai polgármester, Münster Tivadar, Tisza Kálmán miniszterelnök, és Albrecht főherceg kíséretében tekintette meg a katonai laktanyákat, tanintézeteket és a Felső-magyarországi Múzeumot. A király tervezte, egy lóverseny megtekintését is, azonban az esős idő miatt ez elmaradt. A lóversenypályán Thurn und Taxis főlovászmester képviselte a királyt. A versenyt befejezni nem tudták mert az eső zivatarrá fejlődött.
Szintén ő fogadta Pulszky Ferencet, amikor az 1884-ben Kassára látogatott.

### Családja, leszármazottai
Első felesége négyesi Szepessy Malvin, négyesi Szepessy László (1797–1853), Borsod vármegye alispánjának (1844–48), földbirtokosnak, és feleségének, ragyolczi Csoma Teréznek (1809–1867) lánya volt, kitől az alábbi gyermekei születtek:
- Malvin (1855–1930. augusztus 31.),[18] első férje az 1902-ben nemességet kapott homrogdi Lichtenstein József (1837–1914),[19] miskolci nagykereskedő, az Országos Iparegylet egyik alapítója (1874), a Borsod-Miskolci Hitelintézet elnöke,[20] udvari tanácsos, országgyűlési képviselő volt, második férje Saly Dezső volt. Első férjével 1872. május 8-án kötött hazásságából a következő gyermekei születtek:[21]
  - Malvin (1873–1937),[22] nagyrákói és kelemenfalvi Rakovszky Endre, későbbi abaúj-tornai főispán felesége lett, 1890. május 12-én.[23] Házasságukból származott Rakovszky György altábornagy.
  - Imre (1874–?)
  - László (1875–1949),[24] a Miskolci Takarékpénztár vezérigazgatója, majd Miskolc város főispánja lett.
  - Pál (1876–1949), honvéd altábornagy. Nevét 1914-ben Homrogdyra változtatta[25]
  - Gyula (1879–1909)[26]
- Antal (Onga, 1858. július 16. – 1883. május 1.)[27]
- Róza (1859. szeptember[28] – Gesztely, 1931. március 23.)[29] Kóczán Miklós neje

Darvas Imre második felesége, az 1888-ban másodszor megözvegyült soóvári Soós Natália (1848–?), Soós Sándor (1804–1879) és báró Schuster Natália (1811–1854) leánya volt. Soós Natália első férje csébi Márffy Géza, második férje Bárczay András (1808–1888) volt.